# Deuxième circonscription de Chilga
La circonscription de Chilga est une des 135 circonscriptions législatives de l'État fédéré Amhara, elle se situe dans la Zone Nord Gonder. Son représentant actuel est Kenaw Takele Bogale.